# Virieu-le-Grand
Virieu-le-Grand è un comune francese di 1 118 abitanti situato nel dipartimento dell'Ain della regione dell'Alvernia-Rodano-Alpi.

## Società

### Evoluzione demografica
Abitanti censiti